# Война, Беата
Беата Война (пол. Beata Wojna, род. 1972, Горлице, Малопольское воеводство) — польский аналитик и дипломат, посол Республики Польша в Мексике (2014–2018).

## Биография
Она начала обучение в Ягеллонском университете, а затем переехала в Испанию, где получила степень магистра (1999) и доктора географии и истории (2004) в Университете Комплутенсе в Мадриде. Она была стипендиатом Испанского агентства международного сотрудничества и Свободного университета в Брюсселе. Она работала в Asociación Española de Estudios del Pacífico в Мадриде.
Вернувшись в Польшу в 2004 году, начала работать в Польском институте международных отношений, где за 9 лет прошла путь от аналитика по отношениям Польши с Латинской Америкой, до преподавателя Дипломатической академии PISM, руководителя Отдела исследований и анализа PISM — заместителя директора. 18 января 2014 года стала послом Республики Польша в Мексике с одновременной аккредитацией в Белизе, Гватемале, Гондурасе, Коста-Рике, Никарагуа и Сальвадоре. Эту должность она занимала до января 2018 года. С августа 2018 года преподаватель Instituto Tecnológico y de Estudios Superiores de Monterrey.
Она свободно говорит по-испански, а также говорит на английском и французском языках.
В 2014 году получила награду за достижения в области общественной дипломатии и медиакоммуникаций.